# Kalvan
Kalvan är en sjö i Strömsunds kommun i Jämtland och ingår i Ångermanälvens huvudavrinningsområde. Sjön har en area på 0,461 kvadratkilometer och ligger 271,2 meter över havet. Sjön avvattnas av vattendraget Gissmansvattenån.

## Delavrinningsområde
Kalvan ingår i det delavrinningsområde (712623-148156) som SMHI kallar för Utloppet av Kalvan. Medelhöjden är 285 meter över havet och ytan är 2,63 kvadratkilometer. Räknas de 10 avrinningsområdena uppströms in blir den ackumulerade arean 88,59 kvadratkilometer. Gissmansvattenån som avvattnar avrinningsområdet har biflödesordning 4, vilket innebär att vattnet flödar genom totalt 4 vattendrag innan det når havet efter 227 kilometer. Avrinningsområdet består mestadels av skog (82 procent). Avrinningsområdet har 0,46 kvadratkilometer vattenytor vilket ger det en sjöprocent på 17,5 procent.